# Idaea heres
Idaea heres là một loài bướm đêm trong họ Geometridae.